# George A. Kasem
George Albert Kasem (ur. 6 kwietnia 1919 w Drumright, zm. 11 lutego 2002 w Carlsbad) – amerykański polityk, członek Partii Demokratycznej.

## Działalność polityczna
W okresie od 3 stycznia 1959 do 3 stycznia 1961 przez jedną kadencję był przedstawicielem 25. okręgu wyborczego w stanie Kalifornia w Izbie Reprezentantów Stanów Zjednoczonych.